# فورد کوگا
فورد کوگا (به انگلیسی: Ford Kuga) خودرویی است که در سال‌های ۲۰۰۸ تا تولید شده‌است. طراحی آن موتور جلو و خودرو محور جلو و خودرو چهار چرخ محرک بوده وزن آن در حالت طبیعی ۱٬۶۱۳ کیلوگرم (۳٬۵۵۶ پوند) است. سیستم جعبه‌دندهٔ آن ۶ دنده به دو صورت خودکار و دستی است.

## نگارخانه

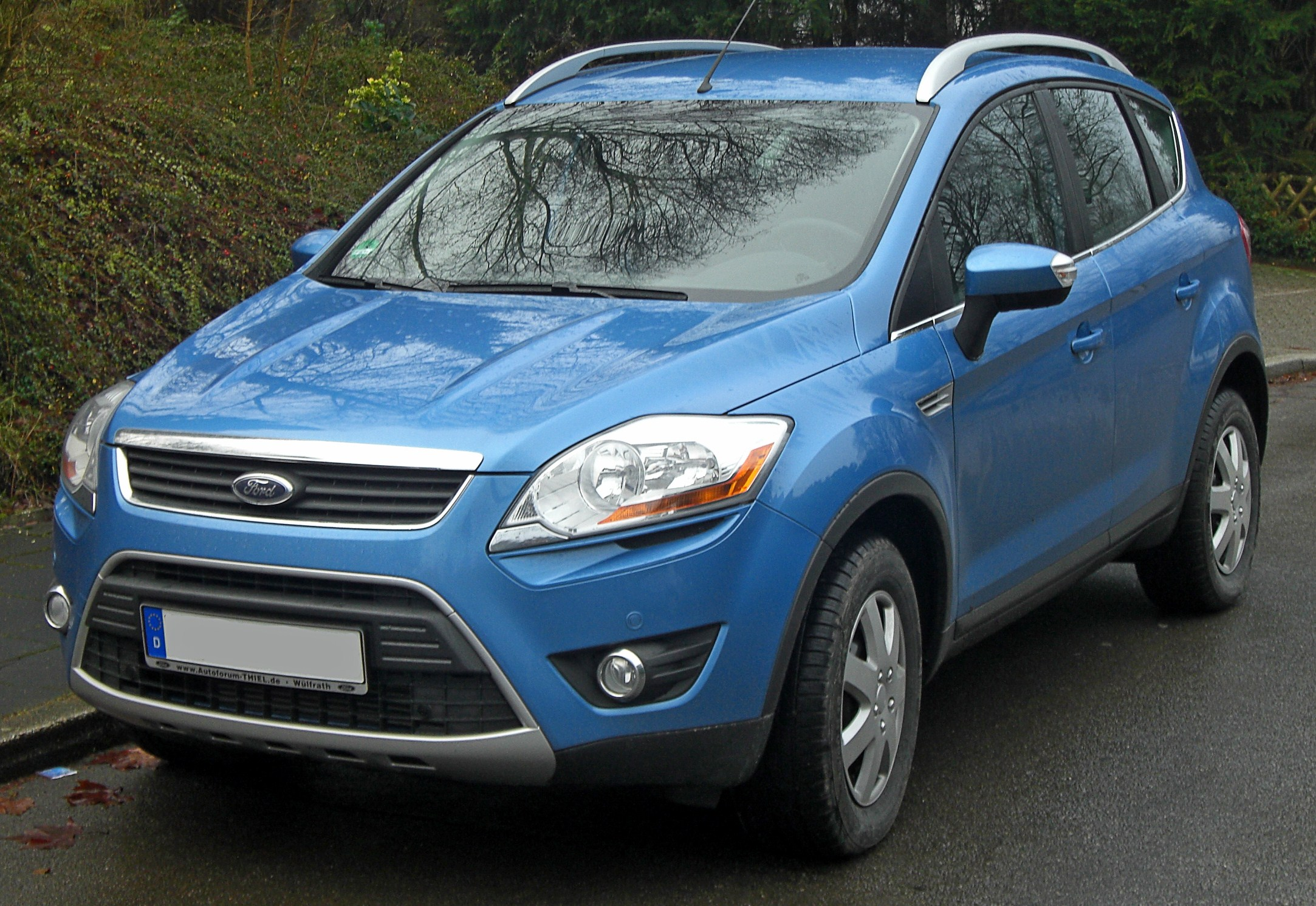
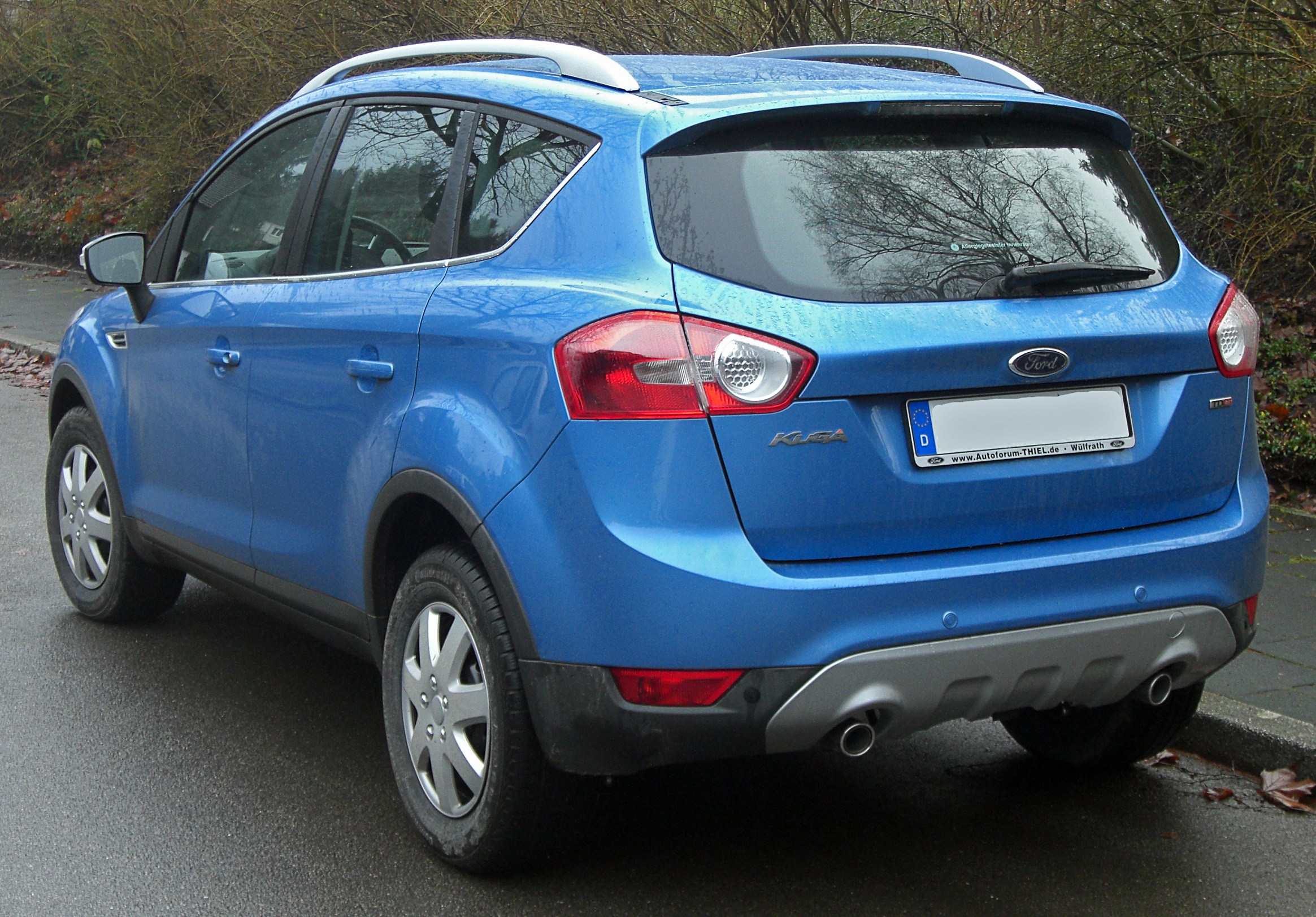
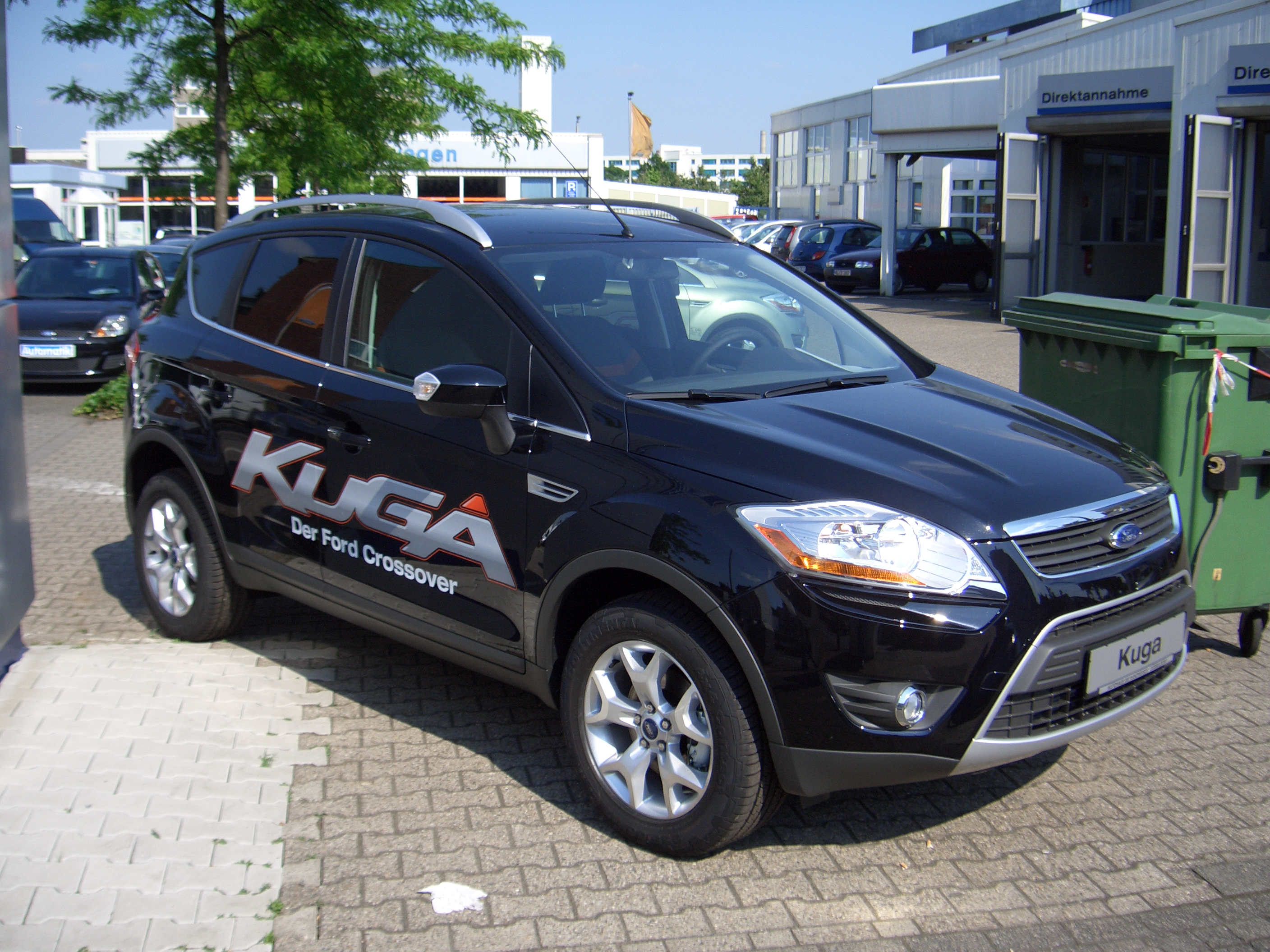
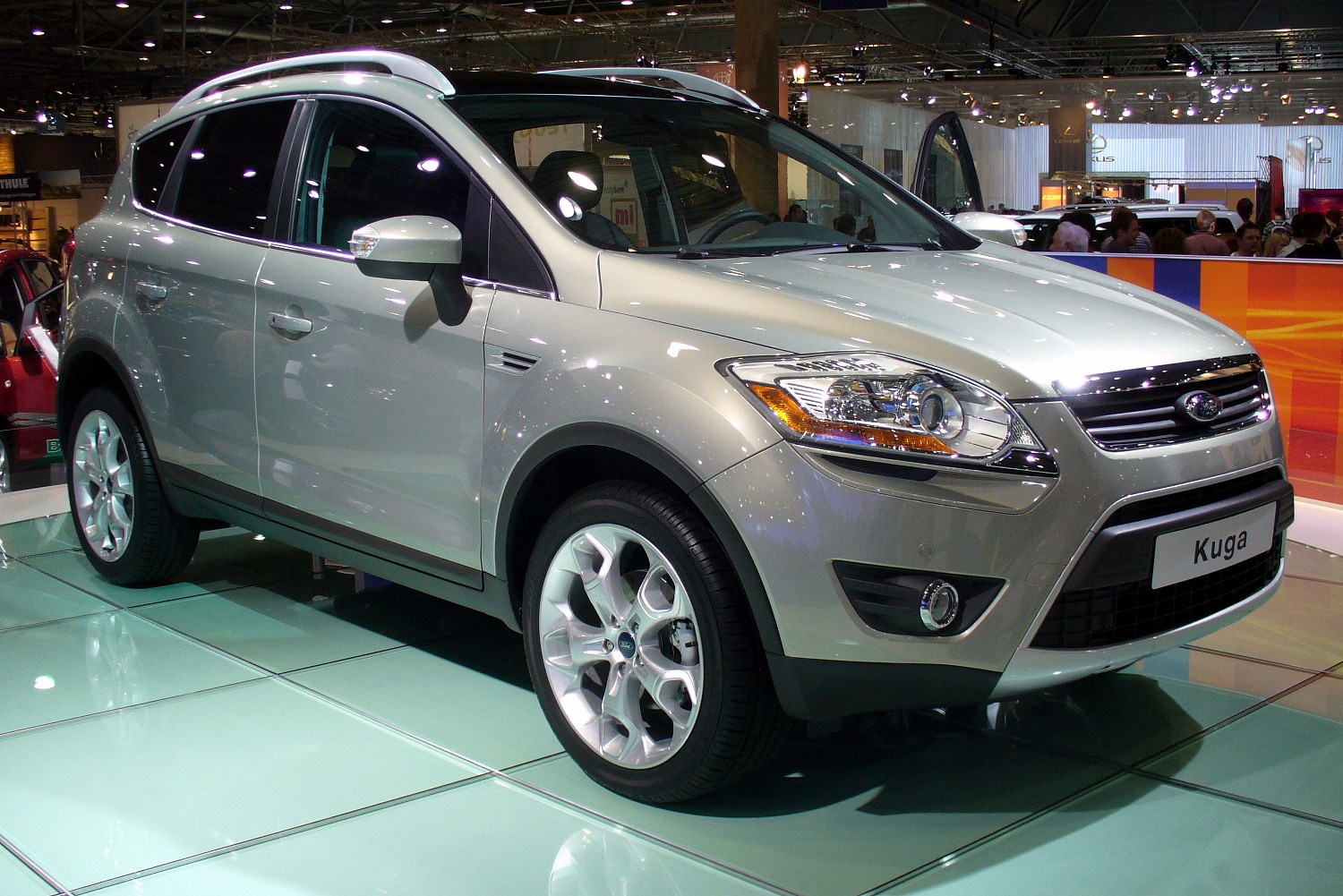
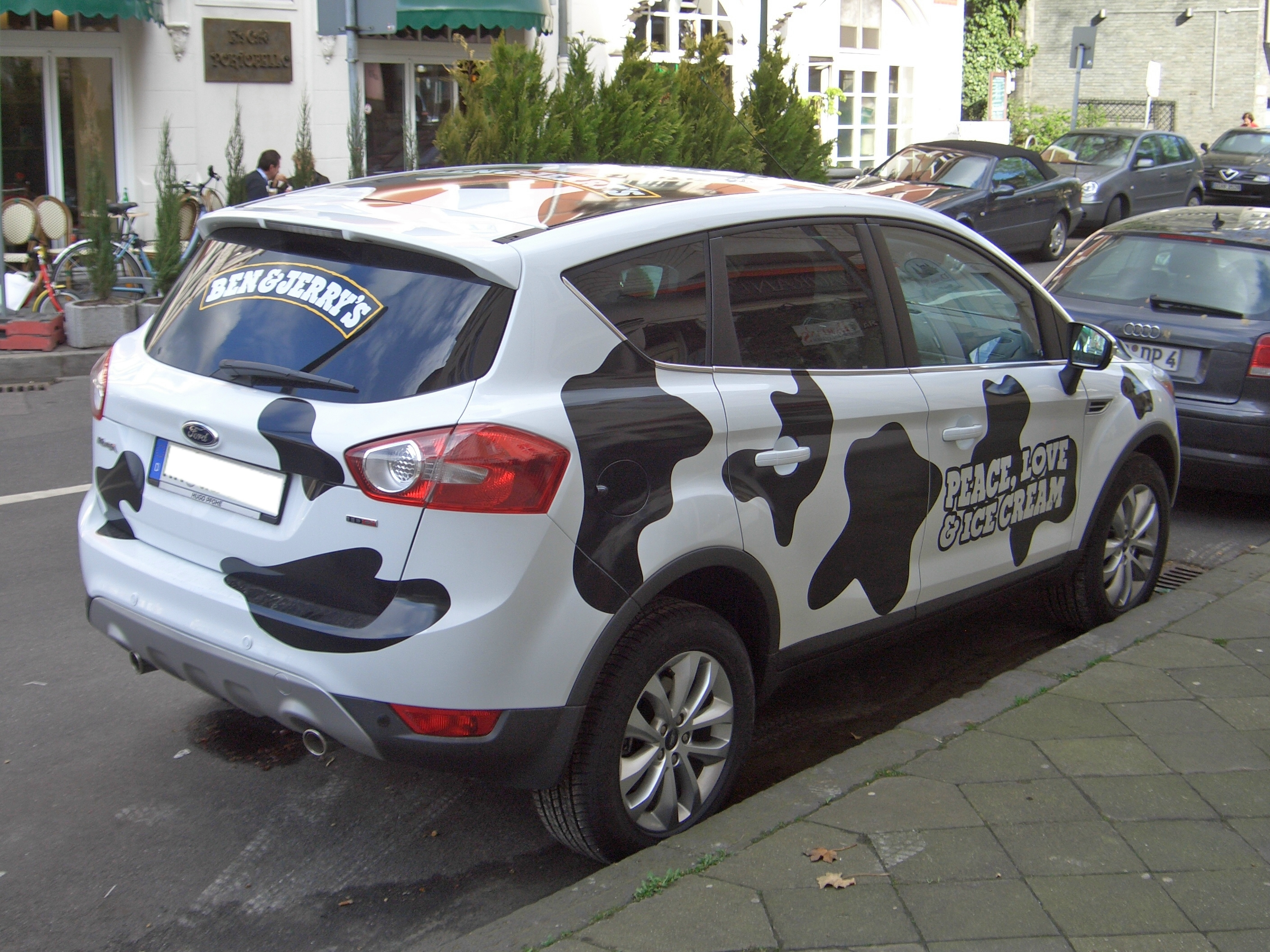
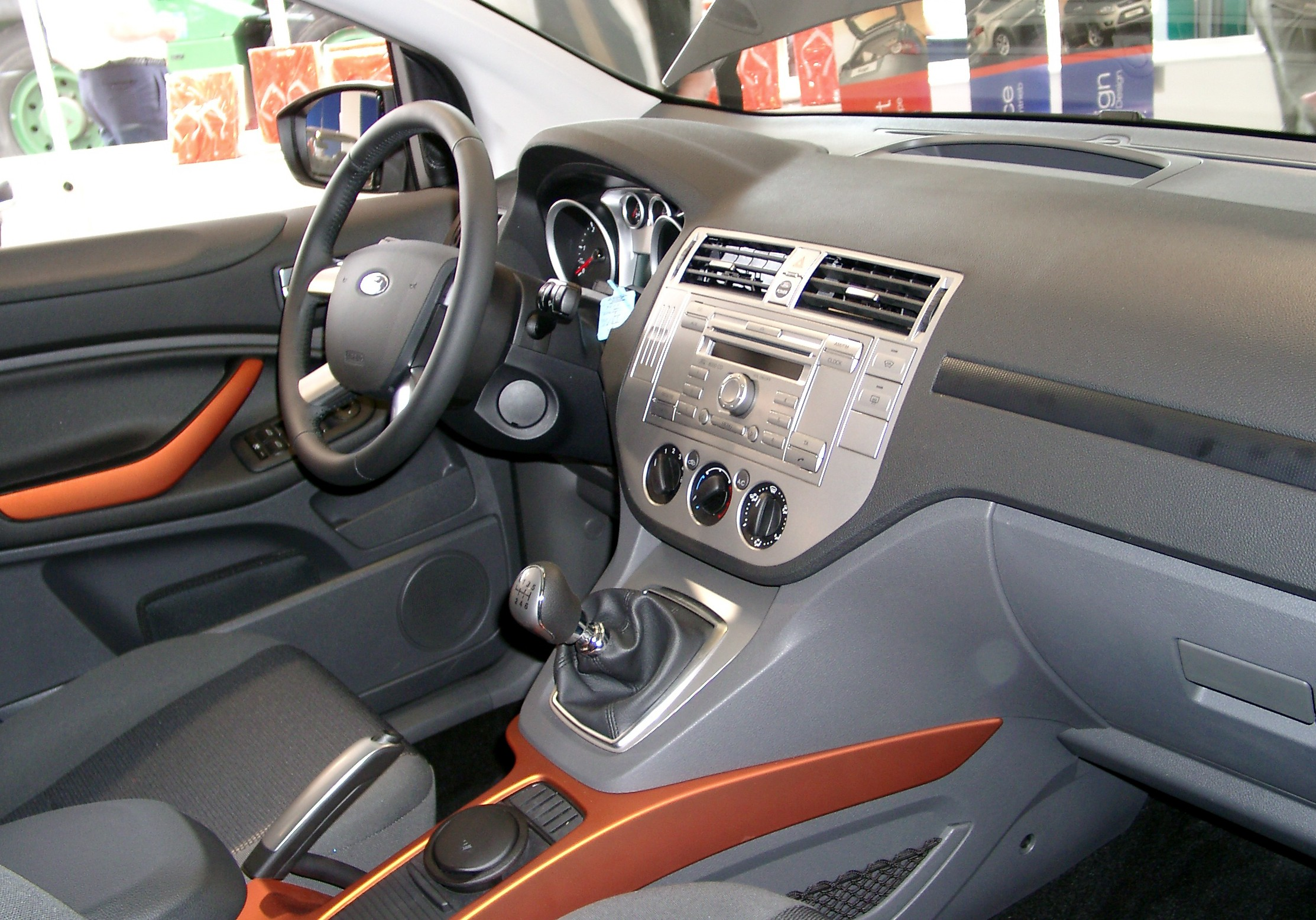